# 풀라 (인형)
풀라(Fulla, 아랍어: بُلَّة)는 바비의 대안으로 이슬람 및 중동 국가의 어린이들에게 판매되는 290mm(11.5인치) 바비 스타일의 패션 돌의 이름이다. 제품 컨셉은 1999년경에 발전하여 2003년 후반에 판매가 가능해졌다. 풀라는 뉴보이 FZCO라는 시리아 제조업체에서 제작되었다. 2015년에 회사는 아랍에미리트로 이전했으며 현재는 두바이에 위치해 있다. 풀라는 또한 중국(후이족 어린이들의 관심을 끄는 곳), 브라질, 북아프리카, 이집트, 인도네시아에서도 판매되었으며 일부는 미국에서도 판매되었다. 과거에는 라잔느(Razanne), 모로칸 바비(Moroccan Barbie) 등 히잡을 착용한 인형이 많았지만, 풀라는 인기 아랍 TV 채널인 스페이스툰(Spacetoon)에서 방영된 마케팅 캠페인과 함께 출시되면서 인기 면에서 이를 능가했다. 풀라는 일부 무슬림들에게 롤모델이었으며, 얼마나 많은 무슬림 부모들이 딸이 옷을 입고 행동하는 것을 선호하는지를 보여주었다.

## 같이 보기
- 바비
- 패션 돌